# Essam Rajab Blal
Essam Rajab Blal (15 de setembro de 1978) é um ex-futebolista profissional líbio que atuava como defensor.

## Carreira
Essam Rajab Blal representou o elenco da Seleção Líbia de Futebol no Campeonato Africano das Nações de 2006.